# Die Neue Zeit (Revue)
Die Neue Zeit. Revue des geistigen und öffentlichen Lebens (ab 1901 „Wochenschrift der deutschen Sozialdemokratie“) war die wichtigste Theoriezeitschrift der SPD von 1883 bis 1923. Sie wurde begründet und bis 1917 geleitet von Karl Kautsky und Emanuel Wurm. Vor dem Ersten Weltkrieg war die Zeitschrift Schauplatz bedeutender theoretischer Debatten des Marxismus und Wissenschaftlichen Sozialismus in Deutschland. Nach dem Austritt von Kautsky und Wurm aus der SPD im Jahre 1917 übernahm der bedeutende marxistische Theoretiker, Völkerkundler und Dozent an der Parteischule der SPD, Heinrich Cunow, die Chefredaktion.

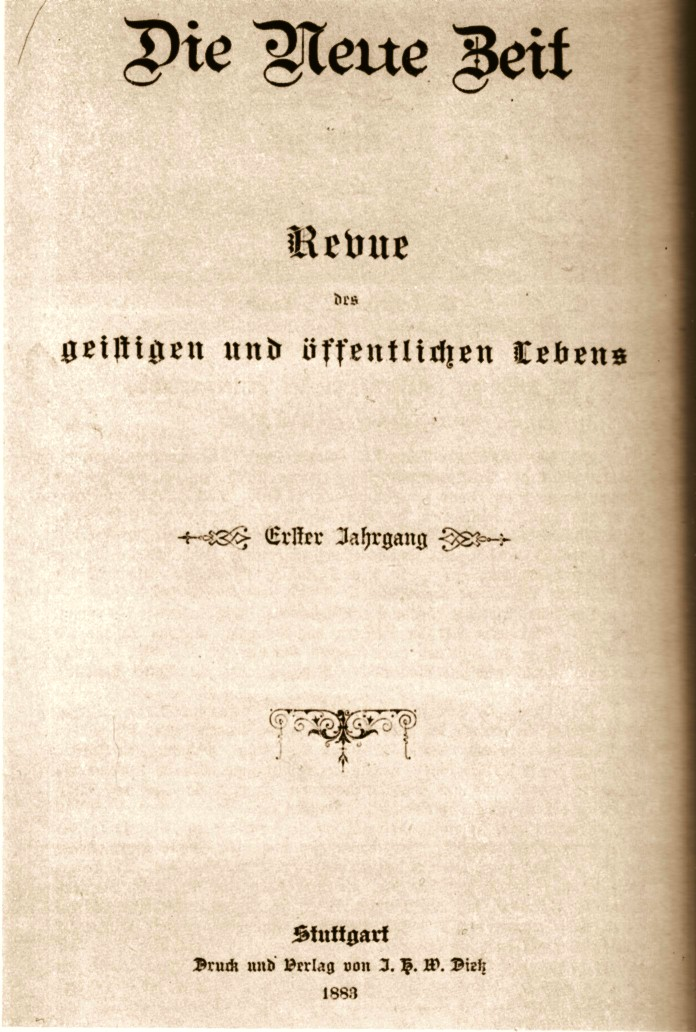
Die Neue Zeit (Titelblatt des ersten Jahrganges 1883)

## Geschichte
Die erste Ausgabe erschien am 1. Januar 1883 mit dem angesichts des Sozialistengesetzes bewusst unpolitischen Untertitel Revue des geistigen und öffentlichen Lebens. Die Zeitschrift erschien anfangs als Monatsschrift, seit Oktober 1890 erschien sie wöchentlich. Drucker und Verleger war Johann Heinrich Wilhelm Dietz in Stuttgart. Miteigentümer waren Heinrich Braun und Karl Kautsky. Im Jahr 1896 lag der Umfang bei etwa 32 Seiten. Ein Heft kostete 25 Pfennige und ein Jahresabonnement 13 Mark.
Im Jahr 1901 wurde die Zeitschrift offiziell in Parteieigentum überführt. Im Jahr 1908 wurde die Zeitschrift um eine monatliche Feuilletonbeilage erweitert. Hinzu kamen einmal im Vierteljahr Ergänzungen zum Abdruck längerer Beiträgen.
Als theoretische Zeitschrift blieb die Auflage der Zeitung gering, auch wenn diese deutlich anwuchs. Die Zahl der Abonnenten stieg von 2.300 im Oktober 1883 auf 9.000 im Jahre 1910. Während des Ersten Weltkrieges brach die Auflage stark ein und lag 1921 nur noch bei 3.600 Exemplaren. Wirtschaftlich war die Zeitschrift trotz ihrer Bedeutung für den innerparteilichen Diskurs seit langem ein Zuschussunternehmen. Als Folge der Hochinflation musste das Blatt am 25. August 1923 im 41. Jahrgang sein Erscheinen einstellen.

### Während des Sozialistengesetzes
Die Gründung der Zeitschrift wurde im Oktober 1882 von August Bebel, Wilhelm Liebknecht, Karl Kautsky und J. H. W. Dietz beschlossen. Von Liebknecht stammte der Programmartikel. Darin hieß es:
„Dieses Bewußtsein zu wecken, dieses Verständnis anzubahnen, darauf werden wir mit allen unseren Kräften hinwirken. […] Wir werden das unsrige tun, die Massen über die Natur des Staats und der Gesellschaft und über die weltbewegenden Probleme, welche die Signatur des 19. Jahrhunderts sind und mit wachsendem Ungestüm ihre Lösung heischen, aufzuklären und zu belehren, und in möglichst weiten Kreisen sozialpolitische Kenntnisse zu verbreiten […] Um das Volk auf die Höhe seiner Aufgabe zu erheben, muß ihm alles wissenswerte auf allen Gebieten des Wissens zugänglich gemacht werden. […] Wie viele unserer Arbeiter, Handwerker, Bauern kennen Shakespeare, Lessing, Schiller und Göthe? kennen einen Raphael, Mozart, Beethoven? kennen die Schriften eines Humboldt und Darwin? […] Die Wissenschaft, Wissen unter das Volk zu bringen, das ist das Alpha und Omega unseres Programms.“
Der Anspruch war anfangs jedenfalls ein offenes Forum auch für Kritiker zu sein.
„Jedem Gegner, dem es um die Sache ernst ist, steht daher unser Blatt offen, und die Redaktion wird niemals der lächerlichen Unfehlbarkeitsfiktion huldigen, sich im Allgemeinbesitz der Wahrheit zu düncken; sie hat sich jenen Weisen zum Vorbild genommen, der es als seinen Beruf ansah, Geburtshelfer der Wahrheit zu sein.“
Der Neuen Zeit gelang es innerhalb kurzer Zeit, politische Schwankungen und philosophischen Eklektizismus zu überwinden. Es gelang ihr bereits während des Sozialistengesetzes die Stärke der sozialistischen Bewegung zu demonstrieren und den wissenschaftlichen Sozialismus zu propagieren.
1885 schon schrieb Friedrich Engels, der anfänglich Zurückhaltung gegenüber dieser Revue übte, an August Bebel, dass die Neue Zeit einer der drei Posten sei, den der revolutionäre Flügel unbedingt zu halten und in der Legalität auszubauen habe. Zwischen 1885 und 1895 hat Engels Kautsky nicht nur beraten, sondern dem Blatt auch wichtige Artikel insbesondere von Karl Marx vermittelt. Dazu zählten dessen Briefe zur Pariser Kommune und die Kritik des Gothaer Programms. Außerdem veröffentlichte Engels selbst in dieser Zeit zahlreiche Beiträge in dem Blatt. Der bedeutendste war Ludwig Feuerbach und der Ausgang der klassischen deutschen Philosophie aus dem Jahr 1886.
Auch andere ausländische Autoren aus dem Umfeld von Marx und Engels wie Laura und Paul Lafargue, Friedrich Adolf Sorge oder Eleanor Marx publizierten in der Neuen Zeit. Durch ihre Berichte über auswärtige ökonomische und historische Prozesse erhielt das Blatt einen internationalen Charakter.

### Politische Positionierung nach 1890
Auch nach dem Ende des Sozialistengesetzes blieb die Neue Zeit nach 1890 die führende theoretische sozialistische Zeitschrift in Deutschland. Zum 10-jährigen Jubiläum stellte Franz Mehring fest:
„Die Neue Zeit ist oft als Revue des marxistischen Sozialismus bezeichnet worden, und weit entfernt, diesen Titel zurückzuweisen, rechnen wir uns ihn vielmehr als Ehre an. Die Neue Zeit hat ein Alter erreicht, wie vor ihr noch keine sozialistische Revue. Sie verdankt dies in erster Reihe dem theoretischen Sinn, dem hohen Bildungsbedürfnis der sozialistischen Arbeiter Deutschlands, die den Stamm ihres Leserkreises bilden.“ (1892/93, 1. Hb.)
Karl Kautsky hielt aber auch an dem Anspruch fest, die nichtintellektuellen Anhänger der Sozialdemokratie zu erreichen.
„Die Neue Zeit auf dem höchsten Niveau zu erhalten […] bleibt nach wie vor die Aufgabe des Herausgebers und der Redaktion. Wir wollen alles aufwenden, in der Neuen Zeit ein Organ zu bieten, würdig der Höhe, die der wissenschaftliche Sozialismus erklommen; wir wollen aber auch die Neue Zeit so abwechslungsreich, leicht verständlich und anziehend gestalten, daß sie nicht bloß dem Theoretiker, sondern auch dem Praktiker, nicht bloß dem Studirenden, sondern auch dem Mann der Arbeit, der neben Belehrung auch Erholung sucht, willkommen sei.“
Die Neue Zeit nahm während des Revisionismusstreits eindeutig gegen Eduard Bernstein und seine Anhänger Stellung. Bereits um die Jahrhundertwende konnten diese nicht mehr in der Neuen Zeit publizieren. Die Revisionisten gründeten daher die Sozialistischen Monatshefte.
Zwischen 1908 und 1915 erschienen 21 Ergänzungshefte zur „Neuen Zeit“, darunter drei von Karl Kautsky und je zwei von Franz Mehring, Heinrich Cunow, Paul Lafargue und von Theodor Rothstein.

### Themen
Die Zeitschrift gliederte sich nach der Jahrhundertwende in zwei Hauptrubriken. Die erste war überschrieben mit Zeitgeschichte und soziale Zustände. In diesem Teil erschienen Beiträge zu Politik, Wirtschaft und zu sozialen Fragen. Die zweite Rubrik war mit Sozialpolitik betitelt. Die Beiträge waren weit gefächert und reichten von der Agrarfrage, Arbeitgeberorganisationen, Alkoholprobleme, über Frauenfragen, Gewerkschaftliches, Arbeiterverhältnisse, Versicherungswesen bis hin zu Beiträgen zur Kommunalpolitik, zum Mittelstand und der Beamtenschaft. Dieser Bereich war der Umfangreichste der Zeitschrift. Neben den beiden großen Bereichen gab es weitere Rubriken wie: „Sozialismus, Sozialphilosophie und politische Ökonomie“, „Kunst und Literatur“, „Naturwissenschaft, Hygiene und Technik“ und „Geschichte, Urgeschichte und Ethnologie.“

### Auflagen
- 1902 3850       1908  8500       1912  10300
- 1905 6400       1909  9000       1913  10500
- 1906 7200       1910  9800       1914  10800
- 1907 8000       1911 10500[3]

### Feuilleton

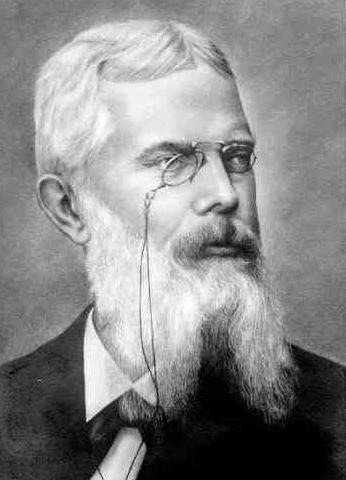
Franz Mehring prägte die Zeitschrift zwischen 1891 und 1913 stark mit

Wichtig für die Entwicklung des Blattes wurde die Mitarbeit von Franz Mehring. Dieser war ab 1891 zunächst als Korrespondent für Berlin und politischer Chefredakteur tätig. Als Feuilletonredakteur gelang es ihm eine gewisse Selbstständigkeit gegenüber der Gesamtredaktion zu erreichen. Unter seiner Leitung gewann dieser Bereich neben dem allgemeinen Teil der Zeitschrift an Bedeutung und wurde zu einem wichtigen Werkzeug sozialistischer Kultur- und Literaturarbeit. Mehrings Artikel zur Literatur, zum Theater, zur Geschichte der Literaturwissenschaft („Lessing-Legende“ N. Z. 1891/92), zur Nationalgeschichte usw. prägten gut zwei Jahrzehnte das Gesicht des Feuilletons, ja sogar der gesamten Revue. Der Hauptteil von Mehrings grundlegenden Aufsätzen entstand für die Neue Zeit. Seinen Leitartikeln, oft auch zu Problemen der Literatur („Füll dreß jacket und Proletarierbluse“ 1892) eignete die Fähigkeit, mit aktuell-politischer Fragestellung zugleich gezielte Angriffe auf den bourgeoisen Kunstbetrieb und dessen gesellschaftliche Grundlagen zu verbinden.
Neben Mehrings eigenen Artikeln und zahlreichen kleinen Beiträgen erschienen im Feuilleton der Neuen Zeit größere marxistisch orientierte Abhandlungen. Dazu zählten Originalbeiträge von Paul Lafargues zur Romantik und zu Émile Zolas „Gold“ 1892. Hinzu kamen seit 1890 Nachdrucke von Abhandlungen von Georgi Walentinowitsch Plechanow etwa über Georg Wilhelm Friedrich Hegel und Henrik Ibsen. Damit wurde das Blatt auch ein zentrales Organ einer marxistisch orientierten Literaturwissenschaft. Das Blatt nahm teilweise polemisch kritisch Stellung zur zeitgenössischen deutschen Literatur insbesondere des Naturalismus. Daneben versuchte es ältere „revolutionäre“ Autoren für die sozialistische Bewegung zu vereinnahmen. Dazu zählten etwa Heinrich Heine oder Georg Herwegh. Der Höhepunkt waren die Beiträge Mehrings zum Friedrich Schiller Jahr 1905. Daneben wurden auch neuere sozialistische Autoren gefördert und behutsam-hilfreich kritisiert (zum Beispiel: L. Jacoby, R. Schweichel, M. Kautsky, O. Krille). Einige konnten ihre Beiträge auch in der Neuen Zeit selbst publizieren.
Ein besonderes Augenmerk galt der zeitgenössischen Weltliteratur. Dabei stand vor allem die russische und nordeuropäische Literatur im Vordergrund. In dieser sah Mehring eine enge Verbindung von revolutionärer Subjektivität der Künstler und kritische Spiegelung der Klassengesellschaft. Teilweise wurden Werke von Anton Pawlowitsch Tschechow, Iwan Sergejewitsch Turgenew, Maxim Gorki oder August Strindberg vollständig oder in Auszügen abgedruckt. Demgegenüber trat die Besprechung der kritisch-realistischen deutschen Literatur zurück. Ausnahmen bildeten kleinere Rezensionen zu Hermann Hesses Peter Camenzind und Unterm Rand. Die politische und ästhetische Erziehung des Proletariats durch die N. Z. erfolgte daher vor allem über die theoretisch-politische Kritik einiger Tendenzen der deutschen zeitgenössischen Literatur und über die Aneignung der modernen Weltliteratur.
Neben Mehring traten schon um die Jahrhundertwende, gefördert von den Linken, jüngere sozialistische Schriftsteller im Bereich der marxistisch orientierten Literaturwissenschaft hervor (z. B. E. Hoernle, H. Ströbel).

### Politischer Richtungswechsel
Insbesondere im Feuilleton zeigten Beiträge von Paul Ernst, Friedrich Stampfer und F. Diederich auch revisionistische Auffassungen. Diese setzten sich bereits vor 1914 durch. Dies führte im Jahr 1913 dazu, dass Franz Mehring aus der Redaktion verdrängt wurde.

## Liste der Autoren (Auswahl)
- Edward Aveling
- August Bebel
- Max Beer
- Eduard Bernstein
- Wilhelm Blos
- Otto Braun
- Heinrich Cunow
- Gustav Eckstein
- Friedrich Engels
- Konrad Haenisch
- Rudolf Hilferding
- Henriette Roland Holst
- Karl Kautsky
- Minna Kautsky
- Paul Lafargue
- Hope Bridges Adams Lehmann
- Paul Lensch
- Wilhelm Liebknecht
- Hugo Lindemann
- Rosa Luxemburg
- Hendrik de Man
- Karl Marx
- Eleanor Marx
- Franz Mehring
- Anton Pannekoek
- Parvus
- Georgi Plechanow
- Bruno Schoenlank
- Friedrich Schrader (Konstantinopel, Berlin)[4]
- Friedrich Adolf Sorge
- Ferdinand Tönnies
- Manfred Wittich
- Luise Zietz
- Clara Zetkin